# From the Front Row... Live!
From the Front Row... Live! es un álbum DVD-Audio de la banda de rock canadiense April Wine y fue publicado en 2003.

## Lista de canciones
Todas las canciones fueron escritas por Myles Goodwyn, excepto donde se indica lo contrario.
1. "21st Century Schizoid Man" (Robert Fripp, Michael Giles, Greg Lake, Ian McDonald y Peter Sinfield)
2. "I Like to Rock"
3. "Roller"
4. "Sign of the Gypsy Queen" (Lorence Hud)
5. "Just Between You and Me"
6. "If You See Kay" (David Freeland)
7. "Enough is Enough"
8. "Waiting on a Miracle"
9. "Crash and Burn"
10. "Future Tense"
11. "Anything You Want, You Got It"
12. "You Could Have Been a Lady" (Erroll Brown y Anthony Wilson)
13. "All Over Town"
14. "Oowatanite" (Jim Clench)
15. "Before the Dawn" (Brian Greenway)

## Formación
- Myles Goodwyn - voz, guitarra y coros
- Brian Greenway - guitarra y coros
- Gary Moffet - guitarra y coros
- Steve Lang - bajo y coros
- Jerry Mercer - batería